# Oasis (J Balvin e Bad Bunny)
Oasis è un album in studio collaborativo del cantante colombiano J Balvin e del rapper portoricano Bad Bunny, pubblicato il 28 giugno 2019.

## Tracce
1. Mojaita – 3:07
2. Yo le llego – 4:09
3. Cuidao por ahí – 3:18
4. Qué pretendes – 3:42
5. La canción – 4:02
6. Un peso (feat. Marciano Cantero) – 4:37
7. Odio – 4:30
8. Como un bebé (feat. Mr Eazi) – 3:38